# Kino (mouvement)
Pour les articles homonymes, voir Kino.
 (juin 2014).
Si vous disposez d'ouvrages ou d'articles de référence ou si vous connaissez des sites web de qualité traitant du thème abordé ici, merci de compléter l'article en donnant les références utiles à sa vérifiabilité et en les liant à la section « Notes et références ».
Kino est un mouvement cinématographique international, consistant à réaliser des films sans budget, dans un esprit d’entraide, non-compétitif, de liberté et de bienveillance,,. Sa devise est: «Faire bien avec rien, faire mieux avec peu, mais le faire maintenant.» 
Ce mouvement a commencé à Montréal, au Québec (Canada) en février 1999 avec Kino Montréal (anciennement connu sous le nom Kino ’00) et il compte maintenant une centaine de cellules actives à travers le monde.
Les participants - qui se nomment les Kinoïtes - se réunissent lors de deux types d’événements, les Projections mensuelles et les Kino kabarets, afin de réaliser des courts-métrages dans un délai restreint, allant de quelques semaines à 24h-48h,.
Ouverts autant aux professionnels qu’aux amateurs, ces événements se veulent des espaces de création, sans censure ni compétition, permettant aussi bien aux amateurs de développer des savoir-faire, qu’aux professionnels d’approfondir leur recherche artistique,.

## Les deux tendances
Deux grandes tendances tendent à se séparer au sein du mouvement Kino:
- d'un côté une tendance «professionnalisante», issue de la cellule mère de Montréal, qui cherche à faire des films techniquement toujours plus «pro», et voudrait faire de Kino un tremplin vers la réussite professionnelle;
- d'un autre côté une tendance «alternative», notamment en Europe, qui tient à garder Kino justement hors de l'industrie, en maintenant les préceptes d'ouverture, de non-sélection des films, et de gratuité.

## Les séances régulières
Les séances régulières Kino sont des séances mensuelles ou bimensuelles, généralement ouvertes à tous (n'importe qui peut faire un film), les projections sont publiques et gratuites.
Les seules contraintes sont généralement:
- un thème,
- une durée maximum (souvent 5, 7 ou 10 minutes).

## Les Kino Kabarets
Les Kabarets sont des rencontres de création de films en temps limité (généralement par sessions de 24h, 48h ou 72h),,.
Ceux-ci peuvent avoir lieu à chaque mois, même plusieurs fois par mois, partout dans le monde, où on retrouve un groupe Kino actif.
Les Kabarets peuvent avoir des contraintes sur la durée et parfois sur un choix de thématiques exigés.
On y retrouve les deux tendances du mouvement Kino:
- Les kino-sessions, organisées par la cellule mère de Montréal, qui sont des kabarets avec pré-sélection des projets de films (sur scénario);
- Les kabarets proprement dit, ouverts à tous.

## Liste des cellules Kino dans le monde

### Québec
| Cellule Kino            | Lieu                           |
| ----------------------- | ------------------------------ |
| Kabaret Fantastique     | Saint-Jean-Sur-Richelieu       |
| Kino 132                | Gaspésie                       |
| Kino 3R                 | Trois-Rivières                 |
| Kino 640                | Rive-nord de Montréal          |
| Kino Alma               | Alma                           |
| Kinõ Charlevoix         | Baie-Saint-Paul                |
| Kino Estrie             | Sherbrooke                     |
| Kino Granby             | Granby                         |
| Kinø Matane             | Matane                         |
| Kino Montréal / Kino 00 | Montréal                       |
| Kino Nord               | Saint-Jérôme                   |
| Kino Outaouais          | Gatineau                       |
| Kino Portneuf           | Portneuf                       |
| Kinö Québec / Kinö01    | Québec                         |
| Kino RDL                | Rivière-du-Loup                |
| Kino RS                 | Rive-sud de Montréal           |
| Kino Sherbrooke         | Sherbrooke                     |
| Kino St-Élie            | Saint-Élie-de-Caxton           |
| Kino St-Hyacinthe       | Saint-Hyacinthe                |
| Kino St-Kazimir         | Saint-Casimir                  |
| Kino St-Lau             | CEGEP de St-Laurent, Montréal  |
| Kino Thetford Mines     | Thetford Mines                 |
| Kino Victo              | Victoriaville                  |
| Kino_Riki               | Rimouski                       |
| KINO7ILES               | Sept-Îles                      |
| KinOcéan                | Les Îles-de-la-Madeleine       |
| KinoJ                   | Écoles secondaires de Montréal |
| Kinomada                | Québec                         |
| KinoShawinigan          | Shawinigan                     |
| Kino Jonquière (ATM)    | Jonquière                      |

### Canada hors Québec
| Cellule Kino    | Lieu              |
| --------------- | ----------------- |
| Kino Toronto    | Toronto           |
| Kino Chaleur    | Bathurst          |
| Kino Nord-Ouest | Edmundston        |
| KinoPA          | Acadian peninsula |
| Kino Ottawa     | Ottawa            |

### Amérique Centrale
| Cellule Kino | Lieu               |
| ------------ | ------------------ |
| Kino Managua | Managua, Nicaragua |

### Amérique du Nord
| Cellule Kino  | Lieu                                        |
| ------------- | ------------------------------------------- |
| Kinolab Gdl   | Guadalajara, Mexique                        |
| Lab//KinoRoom | León, Guanajuato, Mexique                   |
| Kino Karakol  | San Cristobal de las Casas, Chiapas, Mexico |

### Allemagne
| Cellule Kino        | Lieu       |
| ------------------- | ---------- |
| Hamburgerkino       | Hambourg   |
| KinoBerlino         | Berlin     |
| KinoM               | Munich     |
| Kino Mainz          | Mayence    |
| Kino Loop           | Berlin     |
| Quickino            | Berlin     |
| Kino Gieno          | Dresden    |
| CINEMA SUMEET       | Düsseldorf |
| Kino Dynamique Jena | Jena       |
| Kino Datsche        | Leipzig    |

### France
| Cellule Kino              |  | Lieu                        |
| ------------------------- |  | --------------------------- |
| Chato'Kino                |  | Château-Gontier             |
| Kino 77                   |  | Marne-la-Vallée             |
| Kino Avoblo – Kinorama.77 |  | Fontainebleau               |
| Kino Belleville           |  | Paris                       |
| Kino Chéri                |  | Grand Orly                  |
| Kino Chicken              |  | Bourg-en-Bresse             |
| Kino D-DAY                |  | Caen                        |
| Kino Dollywood            |  | Dole                        |
| Kino Dz                   |  | Douarnenez                  |
| Kino Fada                 |  | Marseille                   |
| Kino Gap                  |  | Gap                         |
| Kino Grenoble             |  | Grenoble                    |
| Kino Griffe               |  | Yvignac-la-Tour             |
| Kino K Le Défi            |  | Saint-Ouen                  |
| Kino Kab'Arras            |  | Arras                       |
| Kino LH                   |  | Le Havre                    |
| Kino Lyon                 |  | Lyon                        |
| Kino Montpellier          |  | Montpellier                 |
| Kino Moutarde             |  | Dijon                       |
| Kino Mulhouse             |  | Mulhouse                    |
| Kino Nantes               |  | Nantes                      |
| Kino Nice                 |  | Nice                        |
| Kino OFF Provence         |  | Pierrevert                  |
| Kino Pop Paname           |  | Paris                       |
| Kino Pyréneus             |  | Siradan                     |
| Kino RaKéToK              |  | Ribérac et Tocane, Dordogne |
| Kino Rennes               |  | Rennes                      |
| Kino Rose                 |  | Toulouse                    |
| Kino Scotch               |  | Toulouse                    |
| Kino Seine St-Denis       |  | Pantin                      |
| Kino Session              |  | Bordeaux                    |
| Kino3000                  |  | Saint-Étienne               |
| Kino-A                    |  | Avignon                     |
| kinöbrest                 |  | Brest                       |
| KinoCaen                  |  | Caen                        |
| Kinoctambules             |  | Saint-Étienne               |
| Kinogent                  |  | Nogent-le-Rotrou            |
| KinoLille                 |  | Lille                       |
| Kinopork'n'roll           |  | Porquerolles                |
| Kinoscope                 |  | Nîmes                       |
| KinoTours'N               |  | Tours                       |
| Off-Courts                |  | Trouville-sur-Mer           |
| Volkino                   |  | Clermont-Ferrand            |
| Kino Aredien              |  | Saint-Yrieix-la-Perche      |

### Europe (hors Allemagne et France)
| Cellule Kino           | Lieu                    |
| ---------------------- | ----------------------- |
| KinoGeneva             | Genève                  |
| Kino Lausanne          | Lausanne                |
| tiKINÒ                 | Tessin                  |
| KinoFabrik             | Bâle                    |
| Kino (B)               | Bruxelles               |
| Kino Pirate Club       | Liège                   |
| Kino Liège             | Liège                   |
| Filmonik               | Manchester              |
| Kino London            | Londres                 |
| Kino North West        | Manchester              |
| KinoD                  | Dublin                  |
| Kino Spraoi            | Dublin                  |
| KinoCastle             | Édimbourg               |
| kino5                  | Vienne                  |
| KinoCuntra             | Graz                    |
| Kino DRAMAWAS          | Innsbruck               |
| Kinophilia             | Linz                    |
| Kino Praha             | Prague                  |
| Kino eS                | Bratislava              |
| Kino Euphoria          | Helsinki                |
| ViKino                 | Reykjavik               |
| Kino Prizren           | Prizren                 |
| Kintopp                | Madrid                  |
| Done Kino              | Tallinn                 |
| KinoBarcelona          | Barcelone               |
| Kino Budapest          | Budapest                |
| Kino Stabia            | Castellammare di Stabia |
| Kino Riviera           | Liguria                 |
| Kino Napoli            | Napoli                  |
| Kino Kabaret Roma      | Rome                    |
| Kino Varco             | Rome                    |
| Prishtina Kino Kabaret | Pristina                |
| Kino Bit               | Bitola                  |
| Kinoonik Holland       | Rotterdam               |
| Kino Eaters            | Lublin                  |
| Kino Lx                | Lisbonne                |
| Kino Muscow            | Moscou                  |
| Kino Time              | Saint-Pétersbourg       |
| Kino S                 | Bratislava              |
| Kino Z                 | Zagreb                  |
| Kino Glasgow           | Glasgow                 |
| Kino Tarragonik        | Amposta                 |
| Kinosfera MAD          | Madrid                  |
| Kino Galicia           | Santiago de compostela  |
| Kino Soria Rueda       | Soria                   |
| Vastarannan Kino       | Rovaniemi               |

### États-Unis
| Cellule Kino    | Lieu        |
| --------------- | ----------- |
| MNKINO          | Minneapolis |
| Kino Louisville | Louisville  |
| Wis-Kino        | Madison     |

### Océanie
| Cellule Kino       | Lieu      |
| ------------------ | --------- |
| Kino Adelaide      | Adélaïde  |
| Filmonik Melbourne | Melbourne |
| Kino Sydney        | Sydney    |

### Afrique
| Cellule Kino       | Lieu                           |
| ------------------ | ------------------------------ |
| Kino Bénin         | Bénin                          |
| Kino Bamako        | Mali                           |
| Kino Ouaga         | Ouagadougou                    |
| Kino Bobo          | Bobo-Dioulasso                 |
| Kino Réunion       | Saint-Denis, La Réunion        |
| Kino Maurice       | Maurice                        |
| MaroKino           | Casablanca                     |
| KinoTogo           | Lomé, Togo                     |
| Ti'Kino Gasy       | Madagascar                     |
| Kino Teranga       | Sénégal                        |
| Kino Sya           | Bobo-Dioulasso, Burkina Faso   |
| Kino Burkina       | Ouagadougou, Burkina Faso      |
| Cote d’Ivoire Kino | Abidjan, Côte d’Ivoire         |
| Kino Réunion       | Saint-Denis, Île de La Réunion |
| KINO Dapaong       | Dapaong, Togo                  |
| Kino Togo          | Lomé, Togo                     |

### Asie
| Cellule Kino  | Lieu             |
| ------------- | ---------------- |
| Shanghai Kino | Shanghai, Chine  |
| Kino Red Dot  | Singapour        |
| Kino Tlv      | Tel-Aviv, Israël |
| Kino Japan    | Tokyo, Japon     |
| KinoPal Jenin | Jenin, Palestine |